# Lethal Records
Lethal Records war ein österreichisches Independent-Label, das sich auf Extreme Metal spezialisiert hatte. Das Label wurde von Michael Piesch gegründet und hatte seinen Sitz in Wien.

## Labelgeschichte
Lethal Records wurde von Michael Piesch gegründet und setzte seinen Schwerpunkt auf Extreme Metal, vorrangig Death- und Black Metal aus der finnischen und österreichischen Szene. Piesch war selbst als Musiker aktiv, so für die Band Werwolf unter dem Pseudonym Hagen. Zudem produzierte er einige Alben von Bands auf seinem Label, so unter anderem Pervertums Creature of Ungod. Zu den bekanntesten Veröffentlichungen zählt das Album Thousand Swords von Graveland. Nach einem Interview von Rob Darken im deutschen Ablaze-Magazin, in dem Darken rechtsextreme Aussagen machte, kündigte Piesch den Plattenvertrag mit Graveland.
Lethal Records galt in der Szene als „Rip-off“. Piesch wurde vorgeworfen, die Bands nicht zu bezahlen, wobei aber zum Beispiel Cadaverous Condition dieser Aussage nicht zustimmten. Die finnische Band Belial aus dem Umfeld von Impaled Nazarene veröffentlichte ein Demo auf dem Fantasielabel Bring Me the Head of Michael Piesch Records Aufgrund von Geldproblemen stellte das Label ab 1997 den Betrieb ein; das für 1995 angekündigte Funeral-Winds-Debütalbum Godslayer Xul erschien wegen des Bankrotts von Lethal Records als auch der Verhaftung des Funeral-Winds-Mitglieds Hellchrist Xul wegen versuchter Tötung erst 1998 über Daimonion. Letzte Veröffentlichung war das Electro-Country-Projekt Wipeout von Wolfgang Fadi Dorninger.

## Veröffentlichungen (Auswahl)
- 1992: Belial · Wisdom of Darkness
- 1992: Unholy · From the Shadows (EP)
- 1992: Hellwitch · Terrasymmetry (EP)
- 1993: Alchemist · Jar of Kingdom
- 1993: Cadaverous Condition · In Melancholy
- 1993: Black Crucifixion · Promethean Gift
- 1994: Disastrous Murmur · Folter
- 1994: Acheron · Lex Talionis
- 1994: Eminenz · Exorial
- 1995: Cadaverous Condition · "For Love" I Said
- 1995: Belphegor · The Last Supper
- 1995: Pervertum · Creature of Ungod
- 1995: Graveland · Thousand Swords
- 1995: Werwolf · Zeitenwende – Only the Strong Survive... War/Inferno
- 1997: Wipeout · Country & Western